# Héctor Tapia
Héctor Santiago „Tito” Tapia Urdile (ur. 30 września 1977 w Santiago) – piłkarz chilijski grający na pozycji napastnika.
Posiada również obywatelstwo włoskie.

## Kariera reprezentacyjna
W reprezentacji Chile Tapia zadebiutował w 1998 roku. Niedługo potem został powołany przez Nelsona Acostę.